# Infocom

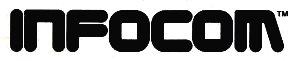
Infocom-logo

Infocom is een in Cambridge (Massachusetts) gevestigd softwarehuis dat van eind jaren 70 tot begin jaren 90 avonturenspellen uitbracht. Infocom werd op 22 juni 1979 opgericht door studenten en medewerkers van MIT, onder anderen Dave Lebling, Marc Blank, Albert Vezza en Joel Berez. Het bedrijf bestond als een onafhankelijk bedrijf tot 1986 toen het werd opgekocht door Activision. Onder de leiding van Activision bestond het bedrijf tot 1989. De merknaam werd tot 2002 gehandhaafd.
Een van de bekendste titels van Infocom is Zork.
Douglas Adams maakte twee spelen voor Infocom: The Hitchhiker's Guide to the Galaxy (1984) en Bureaucracy (1987), een humoristisch spel over bureaucratie. Adams ontdekte een prototype van de eerste Apple Macintosh bij een bezoek aan het Infocom-kantoor in Boston in 1983 en bleef sindsdien tot zijn dood een gepassioneerd Mac-liefhebber.